# Deon George (Basketballspieler)
Deon George (* 5. Oktober 1971) ist ein ehemaliger kanadischer Basketballspieler.

## Laufbahn
George studierte in den Vereinigten Staaten an der Saint Francis University (Bundesstaat Pennsylvania). Zwischen 1990 und 1994 bestritt er für die Basketballmannschaft der Hochschule 111 Spiele. Im Sommer 1991 nahm er mit der kanadischen Auswahl an der Juniorenweltmeisterschaft in Edmonton teil. Nach dem Spieljahr 1993/94, in dem der 1,97 Meter große Flügelspieler für Saint Francis im Durchschnitt 16,2 Punkte je Begegnung erzielt hatte, wechselte George in den Berufsbasketball.
In der Schweiz spielte er für den Zweitligisten Basket Club Epalinges, dann in der Nationalliga A für Union Neuchâtel. 1996/97 stand er im selben Land bei Martigny Basket unter Vertrag. 1997 wechselte er zum BC Boncourt und blieb bis 2000 bei dem Verein. 1998 stieg der Kanadier mit Boncourt unter Trainer Randoald Dessarzin in die Nationalliga A auf.
2000/01 bestritt George 30 Spiele für den französischen Zweitligisten Étendard de Brest. Von 2001 bis 2007 spielte er für den BBC Monthey, wurde mit dem Verein 2005 Schweizer Meister sowie 2003 und 2006 Sieger des Pokalwettbewerbs.
Im Spieljahr 2008/09 war George in der Schweiz Trainer beim BBC Troistorrents, betreute bei dem Verein die Damen in der Nationalliga A. 2009 wurde er wie vor seiner Beschäftigung beim BBC Troistorrents in der Jugendarbeit des Vereins Chablais Basket tätig. Er baute ein Unternehmen auf, das in Monthey Basketballtrainingsveranstaltungen für Jugendliche durchführt.
Seine Söhne Jamal und Kyshawn wurden ebenfalls Basketballspieler im Leistungsbereich.